# 瑪利亞·安娜·莫札特
瑪利亞·安娜·莫札特（1751年7月30日—1829年11月29日），暱稱南妮兒（Nannerl），出生於奧地利薩爾斯堡，同樣在薩爾斯堡逝世，為作曲家沃夫岡·阿瑪迪斯·莫札特的姊姊。

## 生平
瑪利亞·安娜·沃爾布加·伊格納蒂亞·莫札特（Maria Anna Walburga Ignatia Mozart，1751年7月30日—1829年11月29日），通稱「瑪利安（Marianne）」，暱稱「南妮兒（Nannerl）」，是一位音樂家，沃夫岡·阿瑪迪斯·莫札特（Wolfgang Amadeus Mozart，1756-1791年）的姐姐，李奧波德·莫札特（Leopold Mozart，1719-1787年）和安娜·瑪麗亞·莫札特（Anna Maria Mozart，1720-1778年）的女兒。

## 童年

瑪利亞·安娜·莫札特小時候 (1763)（據說是洛倫佐尼的作畫）

她的弟弟沃夫岡年輕時

瑪利亞·安娜（瑪利安）·莫札特出生於薩爾斯堡。當她七歲時，她的父親李奧波德·莫札特開始教她演奏大鍵琴。李奧波德帶著她和沃夫岡遊覽維也納和巴黎等許多城市，展現他們的才華。在早期，她有時會獲得最高的評價，並被認為是一位出色的大鍵琴演奏家和古鋼琴演奏家。
然而，考慮到她父母的觀點以及當時社會上盛行的觀點，隨著年齡的增長，她不可能再繼續她的職業生涯了。根據新格羅夫的說法，“從1769年起，她不再被允許在與弟弟一起旅行展示她的藝術才華，因為她已經到了結婚的年齡。沃爾夫岡在 1770年與李奧波德一起在義大利旅行時取得了許多藝術成就，但瑪利安則和母親留在薩爾斯堡的家中。當沃夫岡在母親的陪同下訪問巴黎和其他城市（1777-1779）時，她同樣留在家中陪伴李奧波德。從1772年起，她在薩爾茨堡教授鋼琴，透過她的工作極大地提高了李奧波德·莫札特作為教師的聲譽。
有證據表明瑪利安創作了音樂作品，因為沃夫岡曾寫信讚揚她的作品，但她父親的大量信件中從未提及她的任何作品，而且沒有一首作品倖存下來。

## 婚姻與孩子
她的弟弟與父親爭吵並最終違背了他在職業道路和配偶選擇方面的意願相反，而瑪利安與父親保持著良好的關係。1783年左右的夏天，她似乎與身為私人導師的弗朗茨·迪波爾德（Franz d'Ippold）建立了關係。為什麼這種關係沒有演變成婚姻尚不清楚。沃夫岡試圖讓瑪利安堅持自己的喜好，但沒有成功。
最終，瑪利安與地方法官約翰·巴普蒂斯特·弗朗茨·馮·貝希托爾德·祖·索南堡(Johann Baptist Franz von Berchtold zu Sonnenburg，1736—1801)（1784年8月23日）結婚，並與他一起定居在奧地利的一個村莊聖吉爾根，該村莊位於奧地利東部約29公里，前兩次婚姻育有五個孩子，由瑪利安幫忙撫養長大。她還生了三個孩子：李奧波德·阿洛伊斯·潘塔萊昂（Leopold Alois Pantaleon，1785-1840年）、珍妮特（Jeanette，1789-1805年）和瑪麗·巴貝特（Marie Babette，1790-1791年）。
然而，她仍然將自己視為鋼琴家，每天練習三個小時並繼續教鋼琴。

## 李奧波德撫養她的孩子
1785年7月27日，瑪利安生下了她的第一個孩子，這個兒子以祖父的名字命名為李奧波德，這是她生命中的一個不尋常的插曲。瑪利安從聖吉爾根的家前往薩爾斯堡分娩。當她回到聖吉爾根時，她把嬰兒交給她的父親和僕人照顧。老李奧波德（在瑪利安返回聖吉爾根之前的一封信中）表示，他更願意自己撫養孩子的頭幾個月。1786年，他將這項安排延長為無限期。李奧波德繼續照顧他的孫子，對他的進步（如廁訓練、演講等）感到高興，並開始音樂訓練。瑪利安偶爾會去看望她的兒子，但總結來說，她並沒有參與他的照顧。這種安排一直持續到她父親於1787年5月28日去世。
傳記作者對於這種安排的原因有分歧。小李奧波德在嬰兒時期就生病了，也許因此需要被留在薩爾斯堡，但這並不能解釋為什麼他康復後仍然被留在那裡。另一種可能性是將這種安排歸因於瑪利安脆弱的健康狀況或她需要照顧繼子女。傳記作家梅納德·所羅門將這一安排歸因於李奧波德希望恢復他培養音樂天才的技能，就像他對沃夫岡所做的那樣。他也認為，放棄兒子表示瑪利安完全服從父親的意願。

## 與沃夫岡的關係

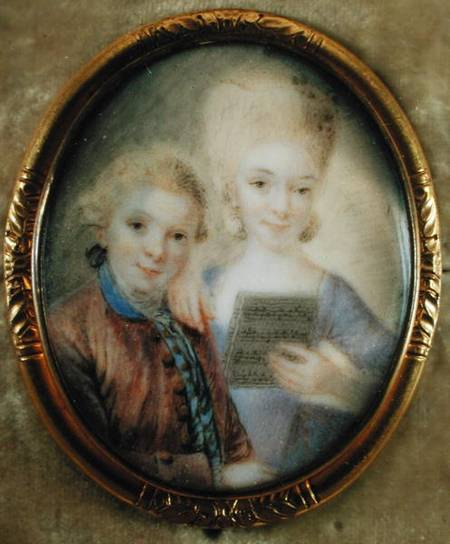
沃夫岡和南妮兒·莫扎特，約1763年，尤西比烏斯·約翰·阿爾分（Eusebius Johann Alphen，1741–1772）作

當沃夫岡還是個孩子的時候，南妮兒（比他大四歲半）是他的偶像。根據梅納德·所羅門的說法，“三歲時，莫札特通過觀察父親對瑪利安的指導而受到啟發，開始學習音樂；他想成為像她一樣的人。”兩個孩子關係非常親密，他們發明了一種秘密語言和一個想像中的“歸來的王國（Kingdom of Back）”，他們是其中的國王和王后。沃夫岡與瑪利安的早期通信是充滿感情的，其中包括沃夫岡與親密朋友之間的一些下流和性的雙關語。沃夫岡偶爾會在瑪利安的日記中寫下一些條目，以第三人稱提及自己。
沃夫岡為瑪利安創作了幾首作品供她演奏，包括四首幻想曲K.395（1778年）和《C大調幻想曲和賦格》，K.394（1782年）。直到1785年，他才向她寄去他在聖吉爾根的鋼琴協奏曲（直到第21首）。
關於沃夫岡和瑪利安成年後的關係，權威人士意見不一。根據新格羅夫的說法，沃夫岡「仍然與她保持著密切的聯繫」。相較之下，梅納德·所羅門認為，沃夫岡和瑪利安在後來的生活中完全疏遠了。例如，他指出，1783年沃夫岡（與他的新婚妻子康斯坦茲）訪問薩爾茨堡後，沃夫岡和瑪利安再也沒有拜訪過對方，他們再也沒有見過對方的孩子，他們的信件也逐漸減少，並於1788年完全停止。
沃夫岡於1791年12月5日去世。1800年左右的某個時候，瑪利安看見弗朗茲·克薩維爾·尼梅切克1798年出版的沃夫岡傳記。由於這本傳記是從維也納和康斯坦茲的角度撰寫的，因此其中的許多內容對瑪利安來說都是新的。在1800年的一封信中，她寫道：
Herr Prof. Niemetschek's biography so completely reanimated my sisterly feelings toward my so ardently beloved brother that I was often dissolved in tears since it is only now that I became acquainted with the sad condition in which my brother found himself.

## 晚年

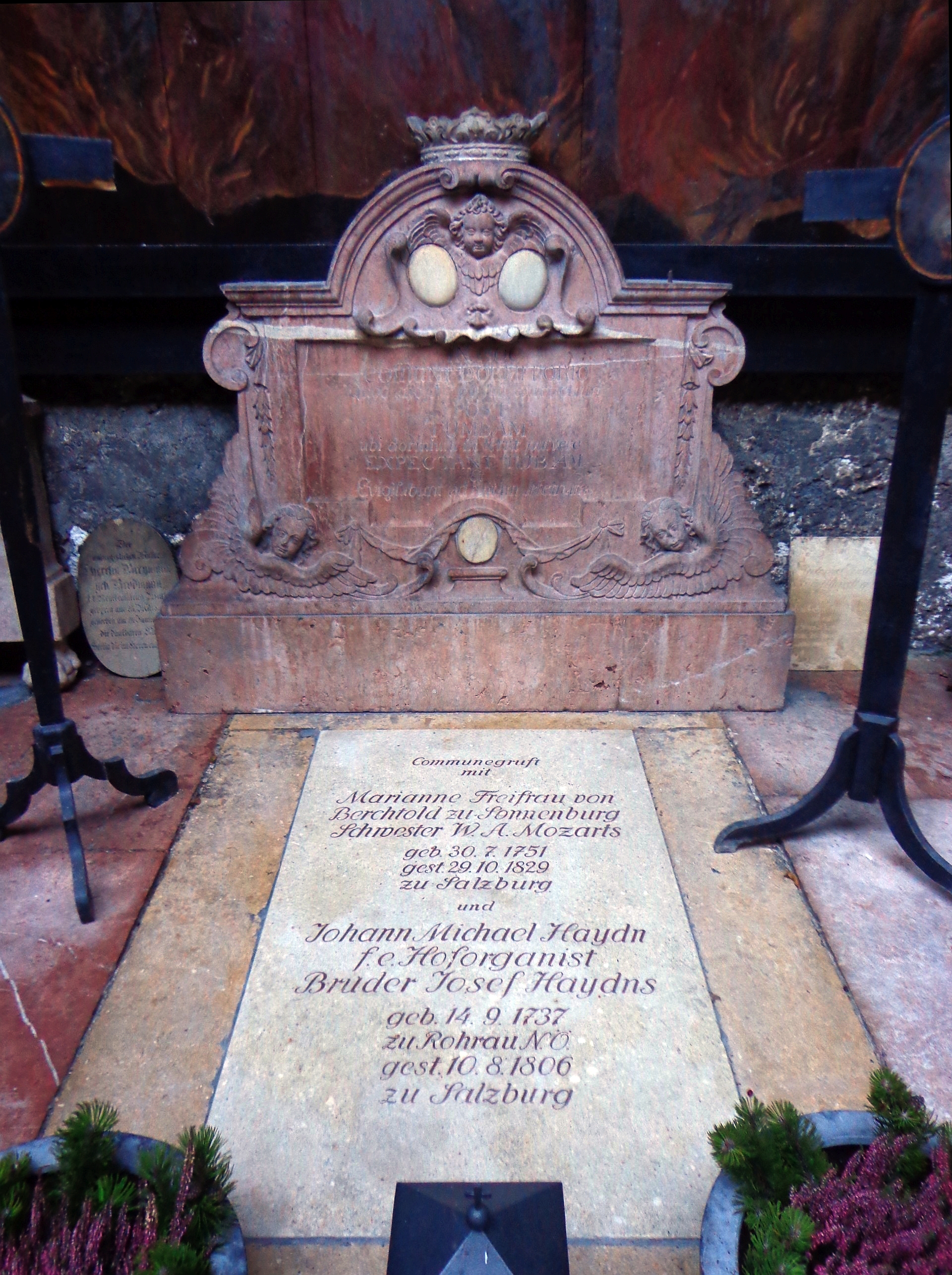
地下墓穴 54 (薩爾斯堡聖彼得堡): 埋葬莫札特的姊姊瑪利亞·安娜和米歇爾·海頓

瑪利安的丈夫於1801年去世。在經濟條件良好的情況下，她仍然教授鋼琴課，並且在恩斯特·馮·施瓦岑貝格王子（Prince Ernst von Schwarzenberg）的音樂會上是一位備受尊敬的鋼琴獨奏家。她在此期間的學生包括安娜·西克，她後來成為司徒加特的宮廷鋼琴家。
1821年，瑪利安接待了沃夫岡的兒子弗朗茲·克薩韋爾·沃夫岡·莫札特，她在弟弟生前從未見過侄子。她藉此機會向他講述了他父親的童年並向他介紹家庭朋友。
不久之後，瑪利安自1783年訪問以來第一次見到了沃夫岡的遺孀康斯坦茲。1824年，康斯坦茲和她的第二任丈夫格奧爾格·尼古勞斯·馮·尼森搬到了薩爾斯堡。儘管瑪利安甚至不知道康斯坦茲還活著，這次會面顯然是“親切的”，儘管並不熱情。最終，瑪利安幫了尼森一家很大的忙：為了幫助他們寫沃夫岡的傳記，瑪利安把她收藏的家書借給了尼森一家，其中包括沃夫岡和李奧波德截至1781年的信件。
在瑪利安的最後幾年，她的健康狀況每況愈下，並於1825年失明。瑪麗·考登·克拉克於1829年來訪，記錄了她對貝希托爾德夫人（Mrs. Berchtold）的印象：“眼盲、無精打采、精疲力盡、虛弱且幾乎說不出話”，而且很孤獨。 她誤認為瑪利安很窮，儘管事實上她很節儉，留下了一大筆財產（7,837 弗羅林）。
瑪利安於1829年10月29日去世，享年78歲，葬於薩爾茨堡圣彼得公墓。

## 虛構角色
許多作家根據瑪利亞·安娜·莫札特創作了虛構人物。
- 英國詞曲作家萊昂·羅塞爾森（英语：Leon Rosselson）創作了歌曲"Whatever Happened to Nannerl?" and recorded it on his album Wo sind die Elefanten? (1991)[13]
- 芭芭拉·凱瑟琳·尼克爾（Barbara Kathleen Nickel）的青少年小說《南妮兒·莫札特的秘密願望（The Secret Wish of Nannerl Mozart）》（1996 年）[14]
- 瑪利安是2001年莎朗·赫米拉茲 (Sharon Chmielarz) 所著的「詩歌傳記」《另一個莫札特（The Other Mozart）》的主題。[15]
- 《莫札特的姊姊（Mozart's Sister）》是艾莉森·鮑爾德2005年出版的小說[16]，透過與瑪利安的侄子、沃夫岡的小兒子弗朗茨·克薩韋爾的對話，講述了南妮兒·莫札特的婚姻、孩子、喪偶和死亡的一生。
- 南希‧莫澤 (Nancy Moser) 撰寫了《莫札特的姊姊：一部小說（Mozart's Sister: A Novel）》 (2006)。[17]
- 在麗塔·沙博尼耶（Rita Charbonnier）2006年出版的小說《莫札特的姊姊（La sorella di Mozart）》中，[18]納妮兒最初透過一系列寫給弗蘭茨·阿爾芒·迪波爾少校的虛構信件講述了她的人生故事，由於父親拒絕承認這一事實，她變得沮喪和虛弱。
- 安‧特恩布爾（英语：Ann Turnbull）2007年的青少年小說《瑪利安與莫札特小姐（Mary Ann and Miss Mozart）》提到了瑪利亞‧安娜‧莫札特。[19]
- 受歡迎的年輕成人作家卡洛琳·邁耶（英语：Carolyn Meyer）在她2008年的小說《莫札特的影子：他姊姊的故事（In Mozart's Shadow: His Sister's Story）》中描寫了南妮兒的一生。[20]
- 瑪利安是2010年導演雷內·費雷特（英语：René Féret）執導的法語電影《南妮兒，莫札特的姊姊（Nannerl, la sœur de Mozart）》（“莫札特的姊姊”）的主角。
- 在馬特·里斯（英语：Matt Rees）2011年的小說《莫札特最後的詠嘆調（Mozart's Last Aria）》中，馬特里斯讓南妮兒調查她弟弟的死因。
- 2013年，瑪利安的一生被改編成一部名為《另一個莫札特（The Other Mozart）》的單人戲劇作品，作家/音樂家西爾維婭·米洛（Sylvia Milo）在一部部分虛構的自傳中扮演了南妮兒。[21]
- 南妮兒出現在亞馬遜影集《叢林中的莫札特（英语：Mozart in the Jungle）》的幾集中。[22]
- 南妮兒是陸希未2020青少年歷史奇幻小說《歸來的王國（The Kingdom of back）》的主角。[23]

漫畫
- 魔女大戰 32名異能魔女交戰廝殺（河本焰、塩塚誠（日语：塩塚誠））中作為魔女登場

## 註解
1. 1 2 3 4 5 6  ”Grove
2. ↑  Solomon 1995，第404頁.
3. ↑  Solomon 1995，第389頁.
4. ↑  . Google Maps. 1 January 1970  [14 August 2014]. （原始内容存档于2011-06-29）.
5. ↑  Deutsch 1965，第227頁.
6. ↑  Solomon 1995，第389–392頁.
7. ↑  Eisen 2009.
8. 1 2  Solomon 1995，第399頁
9. ↑  Solomon 1995，第414頁.
10. 1 2  Solomon 1995，第501頁
11. ↑  Deutsch 1965，第338頁
12. ↑  Solomon 1995，第502頁.
13. ↑  Leon Rosselson – Wo sind die Elefanten? tracklist
14. ↑  The Secret Wish of Nannerl Mozart (1996) by Barbara Kathleen Nickel ISBN 1894549082
15. ↑  Chmielarz 2001.
16. ↑  Bauld 2005.
17. ↑  Moser 2006.
18. ↑  Charbonnier 2007.
19. ↑  Mary Ann and Miss Mozart （页面存档备份，存于） at annturnbull.com
20. ↑  Meyer 2008.
21. ↑  .   [8 February 2019]. （原始内容存档于2024-09-16）.
22. ↑  "Adina Verson Biography", BroadwayWorld
23. ↑  Lu 2020.

## 外部連結
- 维基共享资源上的相關多媒體資源：瑪利亞·安娜·莫札特